# Naruto Shippuden: Ultimate Ninja 4
Naruto Shippuden: Ultimate Ninja 4 (noto in Giappone come Naruto Shippuden: Narutimate Accel  (ＮＡＲＵＴＯ－ナルト－ 疾風伝 ナルティメットアクセル?, Naruto Shippūden: Narutimetto Akuseru)) è un videogioco picchiaduro per PlayStation 2, basato sulla serie Naruto di manga e anime di Masashi Kishimoto. Negli USA il gioco è uscito il 24 marzo 2009 e il 1º maggio 2009 in Australia, Inghilterra ed Europa.
È il quarto titolo della serie di Narutimate (Ultimate Ninja) e il primo basato sulla serie di anime di Naruto: Shippuden, che è basata sulla seconda parte del manga.
Il gioco comprende gli eventi da quello inedito dell'allenamento tra Naruto e Jiraiya alla sconfitta dei cloni di Itachi e Kisame (17 episodi).

## Personaggi giocabili
I personaggi giocabili compresi nel gioco sono quelli di Naruto: Ultimate Ninja 3 (tranne Kakashi nella versione Anbu e Naruto con l'uniforme datagli da Gai), oltre ad alcuni personaggi inediti (come la Vecchia Chiyo, Deidara, Sasori, e quasi tutti i personaggi della prima serie nella versione della Shippuden), e vanno sbloccati nella modalità GDR. Se si inserisce una memory card contenente un salvataggio di Narutimate Hero (Ultimate Ninja) 1-2-3, i personaggi saranno quasi tutti sbloccati, a eccezione dei membri dell'Organizzazione Alba e Il Fulmine Giallo, da sbloccare in modalità GDR, prendendo tutti i 20 frammenti di memoria, 16 visibili sulla mappa e 4 nascoste. Dopo aver preso tutti i frammenti bisogna selezionare la modalità eroe al menù principale e selezionare ogni pergamena. È inoltre possibile cominciare un match utilizzando il personaggio nella sua versione trasformata (con la pressione del tasto R1 o L1), ad esempio Naruto può combattere sin dall'inizio nella Modalità Volpe a Nove Code, Sasuke con il Segno Maledetto secondo livello di Orochimaru. Al momento della scelta del personaggio, è anche possibile utilizzare i ninja di Konoha nella versione della prima serie.

### Maestro
- Naruto Uzumaki (Modalità Volpe a Nove Code)
- Sakura Haruno
- Il quinto Kazekage: Gaara
- Kankuro
- Temari
- Vecchia Chiyo
- Sasori della Sabbia Rossa
- Deidara
- Neji Hyuga
- Tenten
- Rock Lee
- Shikamaru Nara
- Gai Maito
- Kakashi Hatake
- Itachi Uchiha
- Kisame Hoshigaki

### Eroe
- Naruto Uzumaki (Modalità Volpe a Nove Code)
- Sasuke Uchiha (Modalità Segno maledetto secondo livello)
- Rock Lee (Modalità Pugno debole)
- Gaara della Sabbia (Modalità Posseduto)
- Shikamaru Nara
- Neji Hyuga
- Sakura Haruno
- Hinata Hyuga
- Tenten
- Choji Akimichi (Modalità Super Choji)
- Ino Yamanaka
- Kiba Inuzuka
- Shino Aburame
- Kankuro
- Temari
- Jiraiya
- Il terzo Hokage
- Tsunade
- Shizune
- Il primo Hokage
- Il secondo Hokage
- Asuma Sarutobi
- Kurenai Yuhi
- Anko Mitarashi
- Il Fulmine Giallo
- L'esercito di Konohamaru
- Hanabi Hyuga
- Orochimaru
- Haku
- Zabuza Momochi
- Kabuto Yakushi
- Jirobo (Modalità Segno maledetto secondo livello)
- Kidomaru (Modalità Segno maledetto secondo livello)
- Tayuya (Modalità Segno maledetto secondo livello)
- Sakon (Modalità Segno maledetto secondo livello)
- Kimimaro (Modalità Segno maledetto secondo livello)